# Im Schatten der Maschine
Im Schatten der Maschine  ist ein Kurzkompilationsfilm von Albrecht Viktor Blum und Leo Lania von 1928. Er stellt kritisch die Wirkungen von Maschinen auf die Menschen dar.

## Inhalt
In dem Film werden verschiedene Maschinen in Bewegung in Nahaufnahmen gezeigt, dazwischen manchmal einige Menschen, die aber oft   nur einen kleinen Teil des Bildes ausmachen. In den Zwischentiteln ist nur jeweils ein Wort, das einen bestimmten Aspekt beschreibt, enthalten.
Gezeigt werden unter anderem  Arbeiter in einem Bergwerk,  Förderbänder,  das Mahlen von Getreide, Panzer, Züge und zum Schluss auch einige  katastrophalen Folgen für Menschen.

„(...)  Szenen aus den Tiefen, aus den Bergwerken, und Szenen aus der Höhe, von den Wolkenkratzergerüsten. Stahlhämmer und Traktoren, Krane und Silos, Tanks und Schmiedepressen, Turbinen und Dynamos; Maschinen, die Erde heben, Eisen schmelzen und formen, Wasser durchfurchen, elektrische Energie erzeugen, die alle Elemente beherrschen und nutzbar machen, sind in einen Rhythmus verwoben. Maschinen, die aufbauen, und Maschinen, die zerstören, die Granaten und Kanonen herstellen. Eine große, unermeßliche Welt bewegten Stahls, ratternder Räder, stampfender Kolben, rauchender Schlote, eine unermessliche Welt der Arbeit, in der die Maschine die Menschenhand immer weiter zurückdrängt. In großartiger Steigerung sind diese Bilder aneinandergereiht; in ein Furioso der Arbeit klingen sie aus.“

## Hintergründe
Im Schatten der Maschine war der erste Film des kurz vorher neu gegründeten Volksfilmverbandes (VFV). Er wurde von Albrecht Viktor Blum und Leo Lania ab Mitte Oktober 1928 innerhalb kurzer Zeit zusammengestellt. Dafür wurden etwa 50 Dokumentationen über Maschinen durchgesehen, und einige Szenen aus ihnen herausgenommen, darunter besonders  aus  Das elfte Jahr des bekannten ukrainischen Filmemachers Dsiga Wertow und von Swenigora von Alexander Dowschenko am Ende des Films.
Der  Film Im Schatten der Maschine wurde am 9. November 1928 im Tauentzien-Palast in Berlin durch den Volksfilmverband das erste Mal gezeigt.

## Wirkungen
Der Film  wurde danach vom Regisseur  Albrecht Viktor Blum und auch vom ehemaligen Bauhaus-Professor László Moholy-Nagy bei Vorträgen gezeigt, als ein Beispiel für die neue Form der Kompilation.  Sie verwiesen darauf, dass hier die ursprünglichen Aussagen der Vorlagefilme, die neue technischen Entwicklungen zu loben, mit einfachen Montageformen in ihr Gegenteil verkehrt wurden.
Im Mai 1929 wurde der Film in Wien mit einer guten Resonanz aufgeführt, dann wieder 2005 und 2015. 2021 war er beim 34. Internationalen Filmhistorischen Kongress in Hamburg zu sehen und 2023 im Zeughauskino in Berlin.
2009 wurden in dem Kurzdokumentarfilm Vertov in Blum Ausschnitte aus Im Schatten der Maschine und aus  Das elfte Jahr von Dsiga Wertow nebeneinandergestellt und verglichen.
Die hier übernommenen Szenen sind dabei filmhistorisch interessant, da die Originalaufnahmen aus Wertows Film nicht mehr erhalten sind.

## Bewertungen
Der Regisseur Albrecht Viktor Blum schrieb zu seinem Film kurz vor der Erstaufführung

„Die Maschine, vom Menschen erfunden zu dem Zweck, daß sie dem Menschen dient, wird mehr und mehr zum Beherrscher des Erfinders. Ja, im Endresultat wird der Mensch nur noch ein Handlanger, ein Sklave der Maschine selbst.“

Im Berliner Lokal-Anzeiger Der Montag wurde nach der Erstaufführung 1928 gelobt

„Technisch eine ausgezeichnete Arbeit, fein empfunden in der Zusammenstellung, reichhaltiger, präziser und wirkungsvoller als Walter Ruttmanns Berlin“

Und der Wiener Publizist Ernst Fischer schwärmte 1929

„Solch ein hohes Kunstwerk ist Leo Lanias Film „Im Schatten der Maschinen“, (...) . Was jeder von Zeit zu Zeit, im Verlauf der Jahre, bedrängend, bedrückend gefühlt hat; diese unvernünftige Angst, dieses Grauen vor der Maschine – hier hat es konzentrierten, herzzermalmenden Ausdruck gewonnen. Der Mensch ist nichts, Die Maschine alles – Bild auf Bild bombardiert uns mit dieser Erkenntnis, Bild auf Bild brodelt empor aus der Hölle der mechanisierten Arbeit. (...) 
Maschinen zerren Hunderttausende täglich hinab in die Dunkelheit der Bergwerke, tragen Hunderttausende täglich empor auf Dächer, Gerüste und Telegraphenmaste, Maschine zwingen die Hände, die Füße, den ganzen Körper des Menschen, sich ihrem monotonen Rhythmus, ihrer magischen Unbeirrbarkeit anzupassen, unterwerfen der starren Diktatur ihrer Hebel und Räder den lebenden Organismus. (...) 
Das ist der Film „Im Schatten der Maschinen“. Ein Fiebertraum, Vision eines pessimistischen Künstlers? Nein: Wahrheit, Wirklichkeit, unsere Welt! (...)  Aber kein Revolutionsfilm der Russen wirkt so aufreizend, so erbitternd, so elementar wie diese konzentrierte, diese kommentarlose Wirklichkeit.“

In der Geschichte des dokumentarischen Films in Deutschland 2005 war über den Film zu lesen

„Dabei wendet er die technikbegeisterten sowjetischen Bilder durch neue Kontextualisierung in eine Technikkritik um. Solche Inversion der Bilder, die sie gegen den Strich bürstet  und dem ursprünglichen Sinnkontext (Weltkriegspropaganda, Technikeuphorie) entfremdet, gehört zum methodischen Besteck der Kompilation. Sie wird hier erstmals systematisch von der Linken als Waffe entwickelt.“